# Schikhobalotrema sparisomae
Schikhobalotrema sparisomae är en plattmaskart. Schikhobalotrema sparisomae ingår i släktet Schikhobalotrema och familjen Haplosplanchnidae. Inga underarter finns listade i Catalogue of Life.